# Claudia Macías
Claudia Macías Hermosillo (* 22. Juli 1992) ist eine mexikanische Handballspielerin, die in der Disziplin Beachhandball als Specialist mexikanische Nationalspielerin ist.
Macías trat 2021 für die Partido Verde Ecologista de México bei der Wahl zum Abgeordnetenhaus, der zweiten Kammer des Kongress der Union, dem Parlament Mexikos an, wurde aber trotz deutlicher Zugewinne mit mehr als einer Verdopplung der Sitze der Partei nicht gewählt.

## Hallenhandball
Claudia Macías spielt für den Instituto Superior de Educación Normal de Colima (ISENCO) in Colima. Colima ist eine der Hochburgen Mexikos im Handball. Bei den nationalen Olympischen Spielen 2011 erreichte Alcántar mit ihrer Mannschaft das Finale. 2022 nahm sie mit ihrer Mannschaft an der Endrunde zur mexikanischen Meisterschaft teil.

## Beachhandball
Ihre weitaus größeren Erfolge feierte Macías bislang im Beachhandball. Hier nimmt Mexiko, abgesehen von einem ersten kurzen Gastspiel bei den Panamerika-Meisterschaften 2014 in Asunción, erst seit 2018 regelmäßig an internationalen Wettbewerben teil. Seit den Panamerika-Meisterschaften 2018 in Oceanside gehört Macías fortwährend zu den berufenen Spielerinnen. In Kalifornien wurde sogleich das Halbfinale und am Ende der vierte Rang erreicht, damit auch die erstmalige Qualifikation für Weltmeisterschaften. Bei der WM in Kasan verlor Mexiko alle Vorrundenspiele, wobei einzig gegen Vietnam ein Satzgewinn gelang und auch in der Trostrunde wurden zwei der drei Spiele verloren, nur gegen die Vereinigten Staaten gelang ein prestigeträchtiger Sieg. Es folgten die Platzierungsspiele, in denen zunächst Taiwan geschlagen und schließlich gegen Uruguay verloren und der 12. Platz belegt wurde. Im Jahr darauf gewann Macías bei den das erste Mal ausgetragenen Nordamerika- und Karibikmeisterschaften 2019 in Chaguanas auf Trinidad und Tobago mit Mexiko nach einer Finalniederlage gegen die USA die Silbermedaille. Damit war die erneute Qualifikation für die Weltmeisterschaften 2020 in Pescara verbunden, die jedoch aufgrund der COVID-19-Pandemie ausfielen.
Nach einer längeren Spielpause durch die Pandemie lief der internationale Spielbetrieb für Mexiko erst wieder zu den Nor.Ca. Beach Handball Championships 2022 an. Dieses Mal erreichte Macías mit Mexiko erneut das Finale gegen die USA, konnte dieses aber nun gewinnen und den Titel vor eigenem Publikum in Acapulco holen. Damit qualifizierte sich Mexiko nicht nur für die Weltmeisterschaften 2022 in Iraklio auf Kreta, sondern auch für die World Games 2022 in Birmingham und die erstmals ausgetragenen Beachgames Zentralamerikas und der Karibik 2022 in Santa Marta, Kolumbien. Bei der WM verlor Mexiko erneut alle seine drei Vorrundenspiele und konnte auch in der Trostrunde – dieses Mal gegen Australien – nur eines der Spiele gewinnen. Auch bei den Platzierungsspielen folgten zunächst Niederlagen gegen Thailand und Vietnam, womit Mexiko nur dank eines abschließenden erneuten Sieges über Australien den letzten Platz vermied. Macías konnte dennoch einige persönliche Erfolge erreichen. So war sie die treffsicherste Spielerin des Turniers bei Strafwürfen und platzierte sich darüber hinaus in 15 der Spezialwertungen unter den besten zehn Spielerinnen. Darüber hinaus war sie auf dem 27. Rang in der Punktewertung um die wertvollste Spielerin des Turniers. Nur etwa zwei Wochen später folgten schon die World Games. Mexiko verlor vier seiner fünf Gruppenspiele und auch im anschließenden Spiel um den fünften und damit vorletzten Rang wurde einzig wie bei der WM Australien geschlagen. Mit 56 erzielten Punkten in sechs Spielen war Macías hinter Itzel Vargas und Edna Uresty die drittbeste Torschützin ihrer Mannschaft. Jahresabschluss wurde das Turnier bei den Central American and Caribbean Sea and Beach Games. Mexiko gewann hier die ersten vier seiner fünf Vorrundenspiele und verlor nur das letzte Spiel gegen Puerto Rico, nachdem der erste Platz nicht mehr zu nehmen war. Nach einem etwas wackeligen Sieg im Halbfinale über die Dominikanische Republik stand ein sicherer Sieg im Finale über die Gastgeberinnen aus Venezuela und damit der zweite Titelgewinn des Jahres. Macías musste bei diesem Turnier erstmals größere Spielanteile an ihre Mannschaftskameradin auf dieser Position, Ana Hernández, abgeben und war mit 43 Punkten aus sieben Partien dieses Mal knapp hinter Hernández sowie hinter Uresty und Vargas viertbeste mexikanische Scorerin. Neben Gabriela Salazar, Lucía Berra und Itzel Vargas war Macías eine von vier Spielerinnen, die zwischen 2018 und 2022 alle sieben Turniere bestritten hatte.

## Erfolge
| World Games - 2022: 5. Weltmeisterschaften - 2018: 12. - 2022: 15. | Pan-Amerikanische Meisterschaften - 2018: 4. Nordamerika- und Karibikmeisterschaften - 2019: 2. - 2022: 1. Beachgames Zentralamerikas und der Karibik - 2022: 1. |

## Belege und Anmerkungen
1. ↑  Claudia Macías, la seleccionada nacional que quiere llevar su disciplina al Congreso. In: Estación Pacífico. 23. April 2021, abgerufen am 4. Januar 2023 (spanisch).
Claudia Macias ha destacado de manera importante en el Handball participando en torneos mundiales, un orgullo deportivo para nuestro estado. In: Virgilio Mendoza. Facebook, 16. Oktober 2020, abgerufen am 4. Januar 2023 (spanisch).
#10Básicas: Claudia Macías, seleccionada nacional de handball que quiere impulsar el deporte. Abgerufen am 4. Januar 2023 (deutsch).
2. ↑  Afmedios / Redacción: Llega Isenco a la final de handball. In: AFmedios .- Agencia de Noticias. Abgerufen am 12. Januar 2023 (spanisch).
3. ↑  Edición del martes 6 de marzo de 2018 by El Comentario - Issuu. Abgerufen am 2. Dezember 2022 (englisch).
4. ↑  Candelario González: Se Presenta México en Mundial de Handball de Playa. In: MAG Deportes. 23. Juli 2018, abgerufen am 18. November 2022 (spanisch).
5. ↑  IHF | USA double-winners in the Caribbean. Abgerufen am 2. Dezember 2022.
6. ↑  Va Colima y México al mundial de handball de playa femenil, en Grecia. Abgerufen am 19. November 2022 (spanisch).
7. ↑  Mexikanische Delegation (Memento vom 18. November 2022 im Internet Archive)
8. ↑  Mexikanische Kader bei den Beachgames Zentralamerikas und der Karibik 2022
9. ↑  Candelario González: Hubo más Brillo Colimote en el Mundial de Handball Playa, Ahora con Claudia Macías. In: MAG Deportes. 5. Juli 2022, abgerufen am 4. Januar 2023 (spanisch).
10. ↑  https://www.santamarta2022.com/deportista/atleta/465169#/ficha/465169
11. ↑  Llevan Colimenses a México a ganar oro en Juegos Centroamericanos y del Caribe. Abgerufen am 30. Dezember 2022.

| Personendaten    | Personendaten                                   |
| ---------------- | ----------------------------------------------- |
| NAME             | Macías, Claudia                                 |
| ALTERNATIVNAMEN  | Macías Hermosillo, Claudia (vollständiger Name) |
| KURZBESCHREIBUNG | mexikanische Handballspielerin                  |
| GEBURTSDATUM     | 22. Juli 1992                                   |